# ArDarius Stewart
ArDarius Stewart (Fultondale, 8 dicembre 1993) è un giocatore di football americano statunitense che milita nel ruolo di wide receiver per i New York Jets della National Football League  (NFL).

## Carriera

### New York Jets
Stewart al college giocò a football con gli Alabama Crimson Tide dal 2014 al 2016, vincendo il campionato NCAA nel 2015. Fu scelto nel corso del terzo giro (79º assoluto) nel Draft NFL 2017 dai New York Jets. Debuttò come professionista partendo come titolare nella gara del primo turno contro i Buffalo Bills ricevendo 2 passaggi per 10 yard dal quarterback Josh McCown.
Il 22 luglio 2018 Stewart fu sospeso per due partite per essere risultato positivo a un test antidoping.